# Суперлицензия
Суперлице́нзия — разрешение, выдаваемое гонщику для участия в чемпионате мира по автогонкам в классе «Формула-1».

## История
Изначально в 1977 году Международная автомобильная федерация разработала классовую систему международных гоночных лицензий. Также ФИА определяло уровни проводимых автогоночных соревнований, и для участия в них национальным автоклубом выдавалась лицензия участникам этих соревнований соответствующего класса. Всего было три класса: A, B, C. Класс «A» был высшим и давал разрешение участвовать в чемпионате мира по автогонкам в классе «Формула-1». В следующем году появилось понятие суперлицензии, когда появилась суперлицензия класса «A», как приложение к лицензии класса «A». Только этот вид лицензии теперь давал разрешение участвовать в автогонках класса «Формула-1», и только ФИА имела право её выдавать. В сентябре 1979 года право выдачи суперлицензий передалось Исполкому FISA (Международной Федерации Автоспорта).
В разное время существовали различные критерии, по которым пилот мог претендовать на получении суперлицензии, в общем случае пилот мог её получить на основании успешного завершения младших гоночных серий. Часто пилоты, которые не имели большого опыта участия в младших гоночных сериях, получали суперлицензии в виде исключения. Например, Кими Райкконен, который дебютировал в Формуле-1 имея за спиной только один сезон чемпионата британской Формулы-Рено и лицензию класса B, или Макс Ферстаппен, который дебютировал в 17 лет и имел за спиной только один сезон чемпионата Европы Формулы-3. В дальнейшем было введено правило, требующее достижение совершеннолетнего возраста, и система, начисляющая баллы за участие в младших формульных сериях.
Современная балльная система работает с сезона 2016. Данная система ужесточает требования по участию пилотов в гонках младших формульных сериях перед их дебютом в Формуле-1.

## Требования

### Суперлицензия
Согласно приложению L международного спортивного кодекса ФИА, претендент на суперлицензию должен соответствовать минимальным требованиям:
1. Минимальный возраст – 18 лет;
2. Имеется лицензия класса «A»;
3. Наличие действующего водительского удостоверения;
4. Прохождения теста ФИА на знание спортивного регламента Формулы-1;
5. Завершен не менее чем на 80% каждый из любых двух сезонов чемпионатов одноместных автомобилей, указанных в дополнении 1;
6. Накоплено не менее 40 баллов за предыдущие три года в любой комбинации чемпионатов одноместных автомобилей, указанных в дополнении 1. Учитываются только два чемпионата за один календарный год, при этом второй чемпионат в году должны начинаться только после завершения первого чемпионата.

Пилот, который имел действующую суперлицензию в любом из предыдущих трёх сезонов имеет право на получение новой суперлицензии. Если у пилота была ранее суперлицензия, но он не обладал ею в предыдущие три сезона, то он обязан продемонстрировать свои способности управления болидом Формулы-1 и проехать 300 км на болиде Формулы-1 в гоночном темпе в течение не более двух дней в рамках специальных тестов или в рамках официальной гоночной сессии Формулы-1.
В 2020 году в связи с пандемией COVID-19 было изменено последнее требование: если трёхлетний период включает в себя 2020 год, то тогда учитываются любые лучшие три сезона за предыдущие четыре года. Также добавлено, что если пилот накопил не менее 30 баллов, в настоящий момент участвует в чемпионате, указанного в дополнении 1 и не накопил 40 баллов по независящим от него обстоятельствам или по причинам форс-мажора, то такой пилот получит возможность отдельного рассмотрения его дела в ФИА.
В 2021 году баллы к суперлицензии начисляются согласно таблице, указанной в дополнении 1:
| Чемпионат                                                               | Место в чемпионате | Место в чемпионате | Место в чемпионате | Место в чемпионате | Место в чемпионате | Место в чемпионате | Место в чемпионате | Место в чемпионате | Место в чемпионате | Место в чемпионате |
| Чемпионат                                                               | 1                  | 2                  | 3                  | 4                  | 5                  | 6                  | 7                  | 8                  | 9                  | 10                 |
| ----------------------------------------------------------------------- | ------------------ | ------------------ | ------------------ | ------------------ | ------------------ | ------------------ | ------------------ | ------------------ | ------------------ | ------------------ |
| ФИА Формула-2                                                           | 40                 | 40                 | 40                 | 30                 | 20                 | 10                 | 8                  | 6                  | 4                  | 3                  |
| IndyCar Series1                                                         | 40                 | 30                 | 20                 | 10                 | 8                  | 6                  | 4                  | 3                  | 2                  | 1                  |
| ФИА Формула-3                                                           | 30                 | 25                 | 20                 | 15                 | 12                 | 9                  | 7                  | 5                  | 3                  | 2                  |
| Формула E                                                               | 30                 | 25                 | 20                 | 10                 | 8                  | 6                  | 4                  | 3                  | 2                  | 1                  |
| Чемпионат Европы Формулы-3 (закрыт в 2018, истекают после 2021 года)    | 30                 | 25                 | 20                 | 10                 | 8                  | 6                  | 4                  | 3                  | 2                  | 1                  |
| FIA WEC (класс LMP1)                                                    | 30                 | 24                 | 20                 | 16                 | 12                 | 10                 | 8                  | 6                  | 4                  | 2                  |
| Региональный европейский чемпионат Формулы                              | 25                 | 20                 | 15                 | 10                 | 7                  | 5                  | 3                  | 2                  | 1                  | 0                  |
| Супер-Формула                                                           | 25                 | 20                 | 15                 | 10                 | 7                  | 5                  | 3                  | 2                  | 1                  | 0                  |
| GP3 (закрыт в 2018, истекают после 2021 года)                           | 25                 | 20                 | 15                 | 10                 | 7                  | 5                  | 3                  | 2                  | 1                  | 0                  |
| FIA WEC (класс LMP2)                                                    | 20                 | 16                 | 12                 | 10                 | 8                  | 6                  | 4                  | 2                  | 0                  | 0                  |
| DTM                                                                     | 20                 | 16                 | 12                 | 10                 | 7                  | 5                  | 3                  | 2                  | 1                  | 0                  |
| Super GT                                                                | 20                 | 16                 | 12                 | 10                 | 7                  | 5                  | 3                  | 2                  | 1                  | 0                  |
| Формула V8 3.5 (закрыт в 2017, истекают после 2020 года)                | 20                 | 15                 | 10                 | 8                  | 6                  | 4                  | 3                  | 2                  | 1                  | 0                  |
| Азиатский чемпионат Формулы-3                                           | 18                 | 14                 | 12                 | 10                 | 6                  | 4                  | 3                  | 2                  | 1                  | 0                  |
| Региональный американский чемпионат Формулы                             | 18                 | 14                 | 12                 | 10                 | 6                  | 4                  | 3                  | 2                  | 1                  | 0                  |
| Региональный японский чемпионат Формулы                                 | 18                 | 14                 | 12                 | 10                 | 6                  | 4                  | 3                  | 2                  | 1                  | 0                  |
| Еврокубок Формулы-Рено (закрыт в 2020, истекают после 2023 года)        | 18                 | 14                 | 12                 | 10                 | 6                  | 4                  | 3                  | 2                  | 1                  | 0                  |
| IMSA WeatherTech SportsCar Championship (класс прототипов, кроме LMP3)1 | 18                 | 14                 | 10                 | 8                  | 6                  | 4                  | 2                  | 1                  | 0                  | 0                  |
| FIA WTCR                                                                | 15                 | 12                 | 10                 | 7                  | 5                  | 3                  | 2                  | 1                  | 0                  | 0                  |
| Supercars                                                               | 15                 | 12                 | 10                 | 7                  | 5                  | 3                  | 2                  | 1                  | 0                  | 0                  |
| NASCAR Cup Series1                                                      | 15                 | 12                 | 10                 | 7                  | 5                  | 3                  | 2                  | 1                  | 0                  | 0                  |
| Indy Lights1                                                            | 15                 | 12                 | 10                 | 7                  | 5                  | 3                  | 2                  | 1                  | 0                  | 0                  |
| Серия W                                                                 | 15                 | 12                 | 10                 | 7                  | 5                  | 3                  | 2                  | 1                  | 0                  | 0                  |
| Открытый чемпионат Евроформулы                                          | 15                 | 12                 | 10                 | 7                  | 5                  | 3                  | 2                  | 1                  | 0                  | 0                  |
| Super Formula Lights                                                    | 15                 | 12                 | 10                 | 7                  | 5                  | 3                  | 2                  | 1                  | 0                  | 0                  |
| Национальные чемпионаты ФИА Формулы-4                                   | 12                 | 10                 | 7                  | 5                  | 3                  | 2                  | 1                  | 0                  | 0                  | 0                  |
| Европейская серия Ле-Ман (класс прототипов, кроме LMP3)                 | 10                 | 8                  | 6                  | 4                  | 2                  | 0                  | 0                  | 0                  | 0                  | 0                  |
| Азиатская серия Ле-Ман (класс прототипов, кроме LMP3)                   | 10                 | 8                  | 6                  | 4                  | 2                  | 0                  | 0                  | 0                  | 0                  | 0                  |
| FIA WEC (класс LM GTE Pro)                                              | 10                 | 8                  | 6                  | 4                  | 2                  | 0                  | 0                  | 0                  | 0                  | 0                  |
| FIA WEC (класс LM GTE AM)                                               | 10                 | 8                  | 6                  | 4                  | 2                  | 0                  | 0                  | 0                  | 0                  | 0                  |
| IMSA WeatherTech SportsCar Championship (класс GTLM)1                   | 10                 | 8                  | 6                  | 4                  | 2                  | 0                  | 0                  | 0                  | 0                  | 0                  |
| Национальные чемпионаты Формулы-3                                       | 10                 | 7                  | 5                  | 3                  | 1                  | 0                  | 0                  | 0                  | 0                  | 0                  |
| Indy Pro 20001                                                          | 10                 | 7                  | 5                  | 3                  | 1                  | 0                  | 0                  | 0                  | 0                  | 0                  |
| NASCAR Xfinity Series1                                                  | 10                 | 7                  | 5                  | 3                  | 1                  | 0                  | 0                  | 0                  | 0                  | 0                  |
| Toyota Racing Series                                                    | 10                 | 7                  | 5                  | 3                  | 1                  | 0                  | 0                  | 0                  | 0                  | 0                  |
| Международные серии GT3                                                 | 6                  | 4                  | 2                  | 0                  | 0                  | 0                  | 0                  | 0                  | 0                  | 0                  |
| Чемпионаты мира ФИА по картингу (класс Senior)2                         | 4                  | 3                  | 2                  | 1                  | 0                  | 0                  | 0                  | 0                  | 0                  | 0                  |
| Континентальные чемпионаты ФИА по картингу (класс Senior)2              | 3                  | 2                  | 1                  | 0                  | 0                  | 0                  | 0                  | 0                  | 0                  | 0                  |
| Чемпионаты мира ФИА по картингу (класс Junior)2                         | 3                  | 2                  | 1                  | 0                  | 0                  | 0                  | 0                  | 0                  | 0                  | 0                  |
| Континентальные чемпионаты ФИА по картингу (класс Junior)2              | 2                  | 1                  | 0                  | 0                  | 0                  | 0                  | 0                  | 0                  | 0                  | 0                  |
| Источник:                                                               |                    |                    |                    |                    |                    |                    |                    |                    |                    |                    |

Сезон чемпионата, за который присуждают баллы суперлицензии, должен соответствовать минимальным критериям:
1. Сезон должен состоять минимум из пяти этапов;
2. Сезон должен проводиться минимум на трёх разных автодромах (альтернативные конфигурации одной трассы считаются за разные), автодром должен быть омологированным ФИА;
3. В первой гонке сезона должны участвовать не менее 16 участников, если участвуют меньше, то количество баллов к суперлицензии снижается на 10% за одного недостающего участника (т.е если в первой гонке сезона было 15 участников, количество начисленных баллов будет равным 90 % от изначального, 14 участников – 80 % и т.д)

При этом турнир может быть включён в список, за который могут начисляться баллы, но если сезон этой серии не соответствует минимальным критериям, то баллы не будут начисляться, как это было с Зимней серии Азиатского чемпионата Формулы-3 2019 года.
Победитель гонки Гран-при Макао (Кубок мира ФИА Формулы-3) дополнительно награждается пятью баллами. Если в сезоне чемпионата ФИА введена балльная система штрафов и пилот, завершивший сезон без штрафных баллов, будет награждён двумя баллами к суперлицензии.
С 2020 года обладатель суперлицензии, дающей право на участие только в свободных заездах Формулы-1, будет получать дополнительный балл, если в тренировке проехал не менее 100 километров и не получил штрафных очков. За участие в тренировках Формулы-1 гонщик может получить не более 10 баллов для суперлицензии за трёхлетний период.
В связи с пандемией COVID-19 были изменены минимальные критерии: любой сезон, заканчивающийся в 2020 году, должен состоять минимум из трёх этапов, проводиться на двух разных трассах и в первой гонке сезона должны участвовать не менее 10 участников.

### Суперлицензия для свободных заездов
С 2020 года ФИА ввела новое правило, согласно которому пилоты должны иметь отдельную суперлицензию, позволяющую им участвовать в свободных заездах. Пилот должен соответствовать следующим требованиям:
1.      Минимальный возраст – 18 лет;
2.      Имеется лицензия класса «A»;
3.      Накоплено не менее 25 баллов или завершено 6 гонок в ФИА Формуле-2.

### Обновление
Международная автомобильная федерация выдает лицензии с 12-месячным испытательным сроком после первой выдачи. В любое время в течение первых 12 месяцев ФИА может пересмотреть своё решение и отозвать суперлицензию в случае нарушений правил. Так, например, случилось в сезоне 2006 года, когда Юдзи Идэ, пилот команды Super Aguri, был лишён суперлицензии после четырёх первых этапов сезона.
Суперлицензии должны обновляться в конце каждого года.

### Санкции
С сезона 2014 в Формуле-1 введена балльная система штрафов, которые начисляются пилотам за различные нарушения. Если в течение года пилот набирает 12 штрафных баллов, то он получает запрет на участие в одной гонке, после чего баллы сгорают. Полученные баллы сгорают ровно год спустя после их получения. На текущий момент только один из пилотов Формулы-1 смог набрать 12 баллов, им является Кевин Магнуссен.

### Стоимость
По данным на 2012 год стоимость суперлицензии рассчитывается из базового взноса в 10 000 евро плюс доплата в 1000 евро за каждое очко, набранное в прошедшем сезоне Формулы-1.